# Madge Easton Anderson
Madge Easton Anderson, född 24 april 1896 i Glasgow, död 1982, var en skotsk advokat (solicitor).
Anderson tog masterexamen vid University of Glasgow 1916 och fortsatte sedan med juridikstudier. Masterstudierna hade omfattat ämnen som latin, franska, grekiska, engelska, zoologi och moralfilosofi. Efter juristexamen 1920 blev hon den första kvinnan i Storbritannien som fick praktisera som advokat.